# Abrasiu
Un abrasiu és un material, sovint un mineral, que té com a finalitat actuar sobre altres materials amb diferents classes d'esforç mecànic. Els abrasius són utilitzats molt extensament en una varietat àmplia d'aplicacions industrials, domèstiques, i tecnològiques. Això causa una gran variació en la composició física i química així com la forma de l'abrasiu. L'ús comú dels abrasius inclou grinyolar, polir, afilar, tallar, perforar, aguditzar-se, clapotejar i polir. Es distingeixen abrasius com l'òxid d'alumini, la sorra, el carbur de silici, el nitrur de bor cúbic i el diamant.

## Mecànica d'abrasió
Els abrasius generalment es basen en una diferència de duresa entre l'abrasiu i el material on s'ha d'actuar, sent l'abrasiu el més dur de les dues substàncies. Tanmateix, això no és necessari donat que dos materials sólids que es freguen repetidament es tendeixen a desgastar l'un a l'altre i viceversa independentment de quin dels dos sigui el més dur.
Típicament, els materials utilitzats com abrasius són normalment minerals (classificats en 7 o per sobre de 7 a l'escala de Mohs de la duresa mineral) o són pedres sintètiques, algunes d'aquestes poden ser químicament o físicament idèntiques a minerals naturals però no poden anomenades minerals donat que no són naturals. El diamant, un abrasiu comú, per exemple s'obté de les dues maneres, com a mineral de manera natural o com a pedra sintètica donat que pot ser obtingut industrialment, igual que el corindó, el qual s'obté de manera natural però que, avui en dia, és típicament produït a partir de la bauxita. D'altra banda, d'altres minerals més suaus com per exemple el carbonat de calci són utilitzats com abrasius fent la funció "d'agents polidors" en, per exemple, pasta dentífrica.

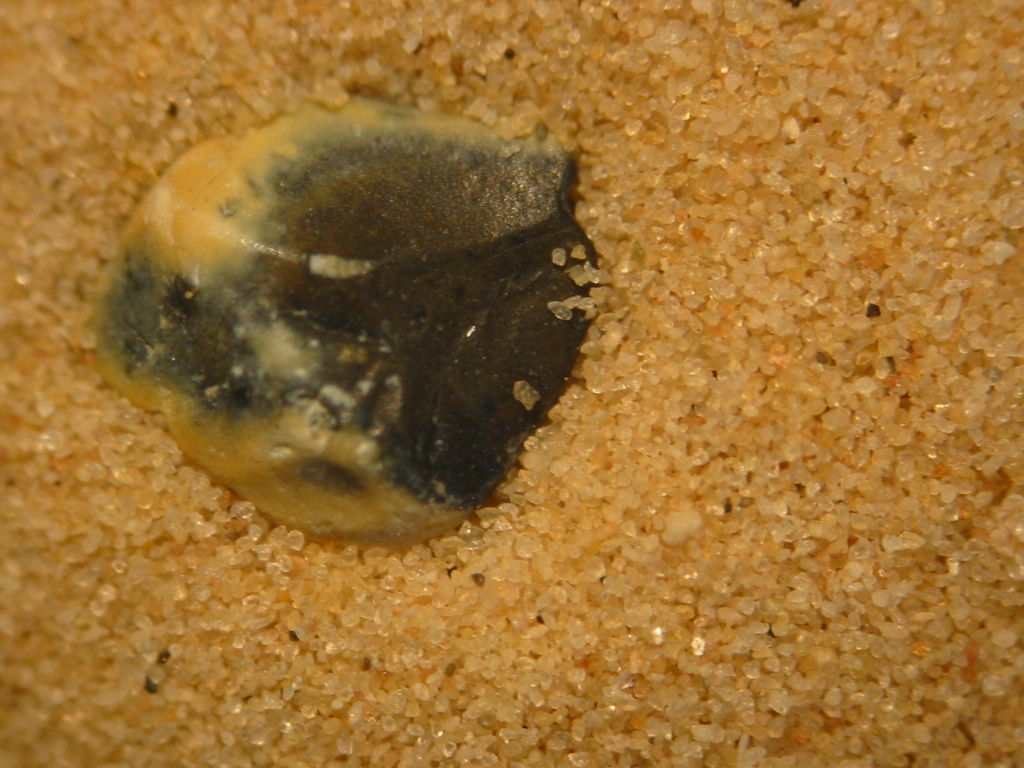
sorra estenent-se des de la mida de 2 mm (gra gran) (sobre F 10 utilitzant estàndards de FEPA) fins a uns 40 micròmetres (sobre F 240 o P 360).

Aquests minerals s'aixafen en el cas que no siguin ja d'una mida prou petita (des de grans macroscòpics de la mida de 2mm a grans microscòpics de la mida de 0.001 mm de diàmetre) per tal de permetre el seu ús com abrasiu. Aquests grans, comunament anomenats sorra, tenen vores aspres i sovint acaben en punts que disminueixen l'àrea de superfície en contacte i augmenten la pressió de contacte. Per tal de fer l'acció d'abrasió, l'abrasiu i el material es posen en contacte per mitjà d'un moviment relatiu entre un i l'altre. La força aplicada a través dels grans provoca la fragmentació del material treballat mentre que, simultàniament, es va suavitzant el gra de l'abrasiu fent que el gra treballi pitjor.
Alguns dels factors que poden afectar la velocitat en el procés d'abrasió d'un material són: 
- La diferència de duresa entre les dues substàncies: un abrasiu molt més dur tallarà més ràpid i més profundament.
- La mida de gra (mida de sorra): els grans més grans tallaran més ràpidament a la vegada que també tallaran més profundament.
- L'adherència entre grans, entre grans i suport i entre grans i matriu: determina com de ràpidament es perden els grans de l'abrasiu.
- La força de contacte: més força provocarà una abrasió més ràpida.
- Carregar: l'abrasiu portat i el motlle gastat provoca que s'omplin els espais entre els grans abrasius provocant la reducció de l'eficiència del tall i augmenta la fricció.
- L'ús de fluids lubricants: permeten portar fóra l'encenall, permeten el transport del calor (que pot afectar les propietats físiques de l'objecte o l'abrasiu), disminueixen la fricció (amb el substrat o matriu) entre d'altres.

## Minerals abrasius
Els abrasius es poden classificar com a natural o sintètic. En parlar de pedres d'esmolada, les pedres naturals s'han considerat durant molt de temps superiors però els avenços en la tecnologia del material estan veient aquesta distinció tornar-se cada cop menys clara. Molts abrasius sintètics són eficaçment idèntics a un mineral natural, diferint només en el fet que el mineral sintètic s'ha fabricat i el natural s'ha extret. Les impureses del mineral natural el poden fer menys eficaç que el sintètic.
Alguns dels abrasius naturals són:
- Calcita (carbonat de calci)
- Esmeril (corindó impur)
- Pols de diamant (els diamants sintètics s'utilitzen extensament)
- Novaculite
- Pols de Pedra TOSCA
- Coloret
- Sorra

Alguns minerals abrasius (com alúmina de zircònia) es troben en forma natural però són prou rars o més difícil i costós d'obtenir que són utilitzats industrialment a partir de la seva forma sintètica. Aquests i uns altres abrasius artificials inclouen:
- Borazon (nitrur de bor cúbic o Cbn)
- Ceràmica
- Òxid d'alumini ceràmic
- Òxid de ferro ceràmic
- Corindó (alúmina o òxid d'alumini)
- Gel sec
- Pólvores de Got
- Abrasiu d'acer
- Carbur de silici (nom comercial: carborúndum)
- Alúmina de zircònia

## Abrasius fabricats
Els abrasius es formen per a diversos propòsits. Els abrasius naturals es venen sovint com pedres adornades, normalment en blocs rectangulars. Els abrasius tant naturals com sintètics estan comunament disponibles en una varietat àmplia de formes, que sovint arriben com abrasius consolidats o revestits, incloent-hi blocs, cinturons, discos, rodes, fulls, barres i grans solts.

### Abrasius Enganxats

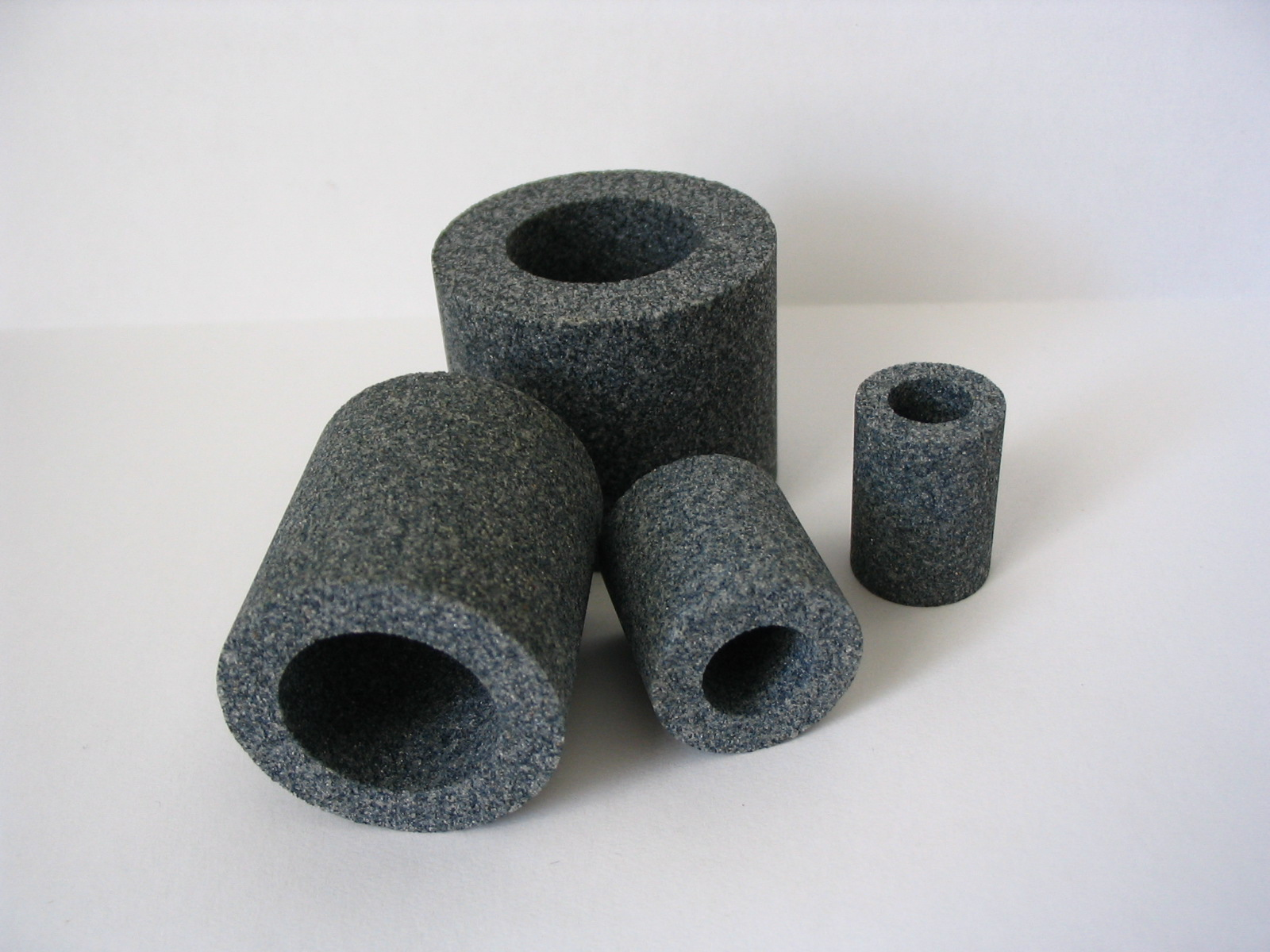
Moles abrasives assortides com a exemples d'abrasius enganxats.

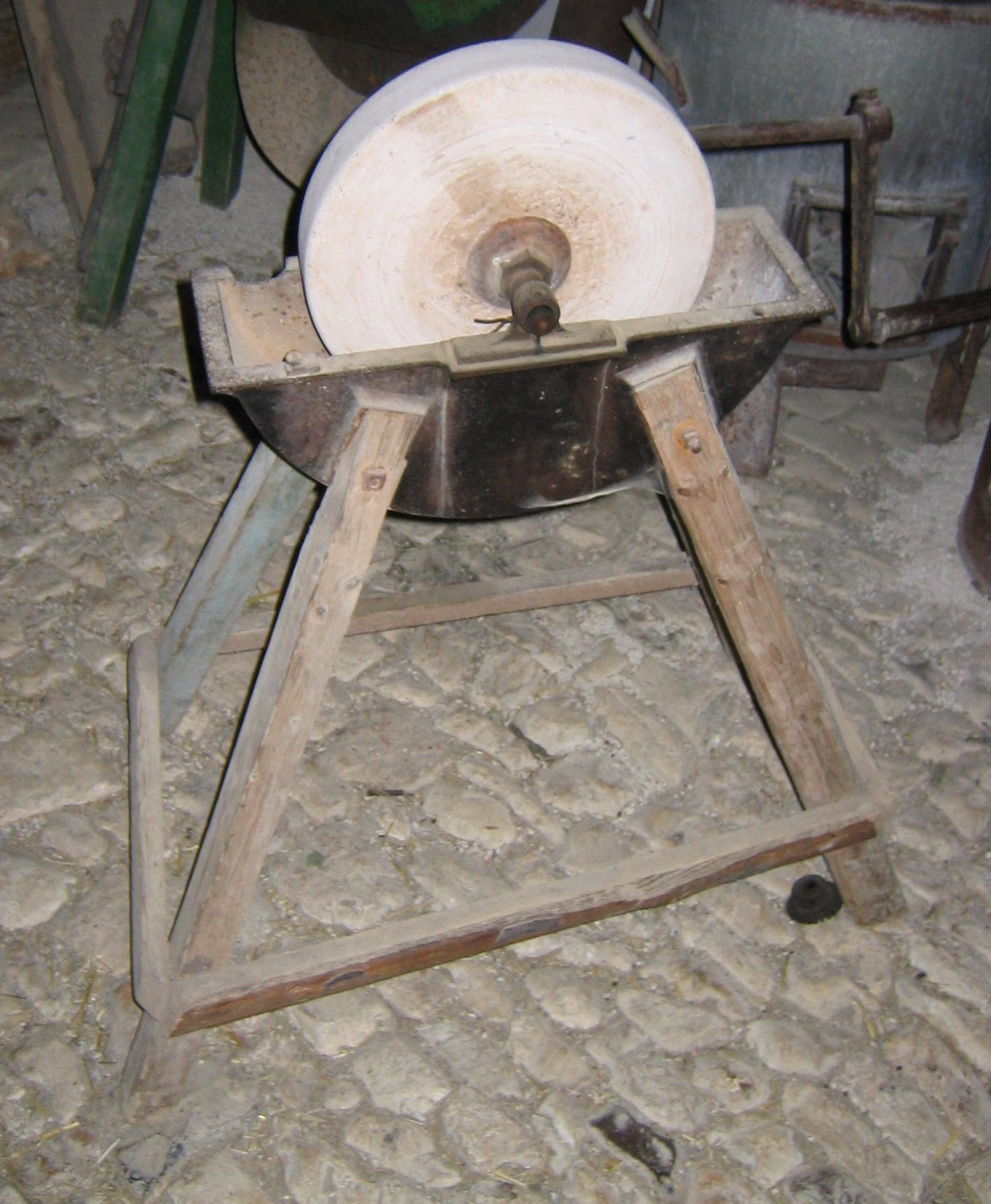
Una mola abrasiva que aprofita l'aigua com un lubrificant i refrigerador.

Un abrasiu enganxat és compost d'un material abrasius contingut dins d'una matriu, encara que l'abrasiu d'òxid d'alumini molt fi pot comprendre material sinteritzat. Aquesta matriu s'anomena carpeta i és sovint una argila, una resina, un got o una goma. Aquesta mescla de carpeta i abrasiu es transforma típicament en blocs, pals, o rodes. L'abrasiu més habitual utilitzat és òxid d'alumini. També són comuns el carbur de silici, carbur de tungstè i granat. Les pedres d'esmolada artificials són sovint un abrasiu enganxat i estan immediatament disponibles com un bloc bilateral, cada costat és d'un grau diferent de sorra.
Les moles abrasives són cilindres que s'alternen a alta velocitat. Mentre que antigament es treballava amb el peu a partir del moviment del pedal o la mà, la introducció de motors elèctrics ha fet necessari construir la roda de manera que resisteixi la tensió radial. El mateix problema sorgeix amb les rodes i les fibres de reforç estructural. La velocitat relativa alta entre abrasiu i peça sovint fa necessari l'ús d'un lubrificant d'alguna classe. També cal notar que el transport de la calor és un tema menys important en el cas dels metalls.
Les diverses formes també s'utilitzen com els caps en eines rotatives utilitzades en treballs de precisió com modelat d'escala.

### Abrasius coberts
Un abrasiu cobert compren un abrasiu fixat a un material de suport com pot ser paper, cautxú, resines entre d'altres. Un exemple és el paper de llimar. Els abrasius cobert són comunament els mateixos minerals que els utilitzats en abrasius enganxats. Un agent que estableix els llaços (goma o resina) és aplicat per a proporcionar una superfície plana a la qual posteriorment s'adhereix la sorra. Cal destacar que hi ha altres tipus d'abrasius emprats en múltiples aplicacions.

## Elecció de l'abrasiu
La forma, mida i natura de l'objecte i l'acabat desitjat influiran l'elecció de l'abrasiu utilitzat. En el cas d'un mirall de llautó es pot tallar amb un abrasiu consolidat, fer la seva superfície aplanada amb un abrasiu revestit per aconseguir una forma bàsica, i llavors tenir graus més fins fins a culminar en una pasta de cera impregnada amb coloret per deixar una classe d'"acabat grainless" anomenada, en aquest cas, un "acabat de miralls".
També les diferents formes d'adhesiu poden fer més complicat raspar certes àrees de l'objecte. Els perills per a la salut poden sorgir de qualsevol pols produïda (que es pot millorar amb l'ús d'un lubrificant) que podria conduir a silicosi (quan l'abrasiu o objecte és un silicat). A més a més d'aigua, els olis són els lubrificants més comuns. Aquests poden presentar perills d'inhalació, perill de contacte i, com la fricció necessàriament produeix calor, risc de material inflamable.
Un abrasiu que és massa dur o massa tosc pot treure massa material o deixar marques de rascada indesitjades. A més a més de ser antiestètic, pot tenir altres efectes més seriosos. Una abrasió excessiva o la presència de rascades pot:
- disminuir o destruir la utilitat.
- atrapar brutícia, aigua, o un altre material;
- erosionar o penetrar una capa (com una pintura o un producte químic o ús capa resistent);
- anar massa de pressa i provocar que l'objecte es gasti (com una fulla o una pedra preciosa);
- augmentar la fricció (com en coixinets enjoiats i èmbols).

Un abrasiu més fi o més suau tendirà a deixar marques de rascada molt més fines que poden fins i tot ser invisibles per a l'ull nu; un abrasiu més suau pot fins i tot no raspar significativament un cert objecte. Un abrasiu més suau o més fi prendrà més temps per tallar, ja que tendeix a tallar menys profundament que un material més tosc, més dur. També, l'abrasiu més suau pot fer-se menys eficaç de manera més ràpida. Això deixa als abrasius fins a ser utilitzats en el poliment de metall i lents on la sèrie de rascades cada vegada més fines tendeix a acceptar una aparició molt més brillant o reflexiva transparència.
Les modificacions químiques o estructurals diferents poden fer canviar les propietats tallants de l'abrasiu.
Unes altres consideracions molt importants són preu i disponibilitat. El diamant, durant molt de temps considerat la substància més dura en l'existència, és de fet més suau que el ful·lerè. Aquest s'ha sintetitzat en laboratoris però no s'ha desenvolupat en cap procés comercial encara. El diamant mateix és car a causa de l'escassetat en la natura i el pel cost de sintetitzar-lo. La bauxita és un mena molt comú que, junt amb la duresa raonablement alta de corindó, contribueix a l'estatus de corindó com a abrasiu comú, barat.

## Altres exemples d'abrasió
A banda de l'ús ja esmentat en la formació i acabat, els abrasius també es poden utilitzar per preparar superfícies per a l'aplicació d'alguna classe de pintura d'adhesiva. Una superfície excessivament llisa pot evitar que la pintura i els adhesius puguin enganxar-se tan fortament com una superfície irregular podria permetre. Els equipaments de reparació de pneumàtic inflables (que, en bicicletes especialment, són de fet pedaços per a la cambra d'aire més que el pneumàtic) exigeix l'ús d'un abrasiu de manera que el ciment s'enganxi fortament.
Inadvertidament, la gent que utilitza ganivets amb talladors de vidre o metall està raspant les fulles dels ganivets. La pressió a la vora del ganivet pot fàcilment crear talls microscòpics (o fins i tot macroscòpic) a la junta. Aquest tall és una font preparada de material d'abrasius així com un canal ple d'aquest abrasiu a través dels quals rellisca la vora. Una aparició similar sorgeix amb talladors de vidre. Els talladors de vidre tenen fulles circulars que estan dissenyades per rodar, no lliscar. Aquestes mai han de passar per un tall ja realitzat.
L'abrasió indesitjada pot resultar de la presència de carboni en motors de combustió interna. Mentre que les partícules més petites són immediatament transportades pel sistema de lubrificació, les partícules de carboni més grans poden raspar components amb toleràncies properes. El carboni sorgeix de la calefacció excessiva d'oli de motor o de la combustió incompleta. Aquest sutge pot contenir fulerens que són notats per la duresa extrema.